# Nationaal park Mtirala
Nationaal Park Mtirala (Georgisch: მტირალას ეროვნული პარკი, mtiralas erovnoeli parki) is een nationaal park in het westen van Georgië, in de gemeente Koboeleti van de autonome republiek Adzjarië. Het park ligt in het meest westelijke deel van het Meschetigebergte. Het is het meest regenachtige gebied in Georgië, vandaar de naam "mtirala", wat 'huilen’ betekent.
Het park werd in 2006 opgericht door het ministerie van Milieubescherming en Natuurlijke Hulpbronnen van Georgië, ondersteund door het Wereldnatuurfonds en de Noorse regering.

## Klimaat en vegetatie
Het park is bedoeld voor het behoud van dieren, planten en hun milieus maar oefent daarnaast zogenaamde ecologische functies uit, zoals stabilisatie van de bodem en het klimaat.
De vochtigheid, de vele regen en de mist maken het landschap van Mtirala heel bijzonder. Het park is een reservaat voor de zogenaamde Colchisflora en -fauna, waaronder zeldzame en bedreigde endemische en relict soorten. Bijzonder is de Rhododendronvegetatie. Verder zijn er bossen met kastanje of beuk, afhankelijk van grondsoort en hoogte. Er komen 284 plantensoorten voor, waarvan 16 endemisch; drie komen alleen voor in de regio Adzjarië. Enkele zeldzame endemische soorten zijn de Pontische eik Quercus pontica, de Medvedevberk Betula medwedewii, de Rhododendron Rhododendron ungernii de Colchisbuxus Buxus colchica, de taxus Taxus baccata en de notenboom Juglans regia. Deze staan op de Rode Lijst van Georgië.

## Fauna
De fauna van het nationale park omvat 95 soorten, waarvan er 23 op de Rode Lijst van Georgië staan. Zo zijn er de zoogdieren lynx, bruine beer en Kaukasische eekhoorn (Sciurus anomalus). Vogels in het gebied zijn onder andere de Turkse boomklever (Sitta krueperi) Kaukasische tjiftjaf, (P. c. caucasicus), dwergarend (Hieraaetus pennatus) en diverse spechtensoorten, waaronder de witrugspecht (Dendrocopos leucotos), verschillende soorten vliegenvangers, de bosuil en bijeneters (in grote aantallen tijdens de trek).
Verder zijn er endemische soorten amfibieën zoals de Kaukasische landsalamander (Mertensiella caucasica) en reptielen waaronder de Kaukasische addersoort Vipera kaznakovi daarnaast uiteraard ongewervelde dieren waaronder verschillende bijzondere vlindersoorten.

## Cultuur
In de nederzetting Tsjakvistavi kan traditionele architectuur worden aangetroffen, zoals oude gebouwen en watermolens.